# منطقة الحد الأدنى للأكسجين
منطقة الحد الأدنى للأكسجين (بالإنجليزية: oxygen minimum zone (OMZ))، والتي يُشار إليها أحيانًا باسم "المنطقة الظلية"، هي المنطقة في المحيط التي تكون فيها نسبة تشبع الأكسجين في المياه في أدنى مستوياتها. تقع هذه المنطقة على أعماق تتراوح تقريبًا بين 200 إلى 1,500 متر، وذلك حسب الظروف المحلية. توجد مناطق الحد الأدنى للأكسجين في جميع أنحاء العالم، وغالبًا ما تقع على السواحل الغربية للقارات، في مناطق يتداخل فيها تأثير العمليات الفيزيائية والبيولوجية؛ حيث تسهم العمليات البيولوجية في خفض تركيز الأكسجين، بينما تحد العمليات الفيزيائية من اختلاط المياه مع المياه المحيطة، مما يؤدي إلى تكوُّن "تجمع" مائي تنخفض فيه تركيزات الأكسجين من المعدل الطبيعي البالغ 4–6 ملغم/لتر إلى أقل من 2 ملغم/لتر.